# Люттгенроде
Люттгенроде (нем. Lüttgenrode) — община в Германии, в земле Саксония-Анхальт. 
Входит в состав района Хальберштадт. Подчиняется управлению Остервик-Фальштайн.  Население составляет 728 человек (на 31 декабря 2006 года). Занимает площадь 16,15 км².